# آدیون

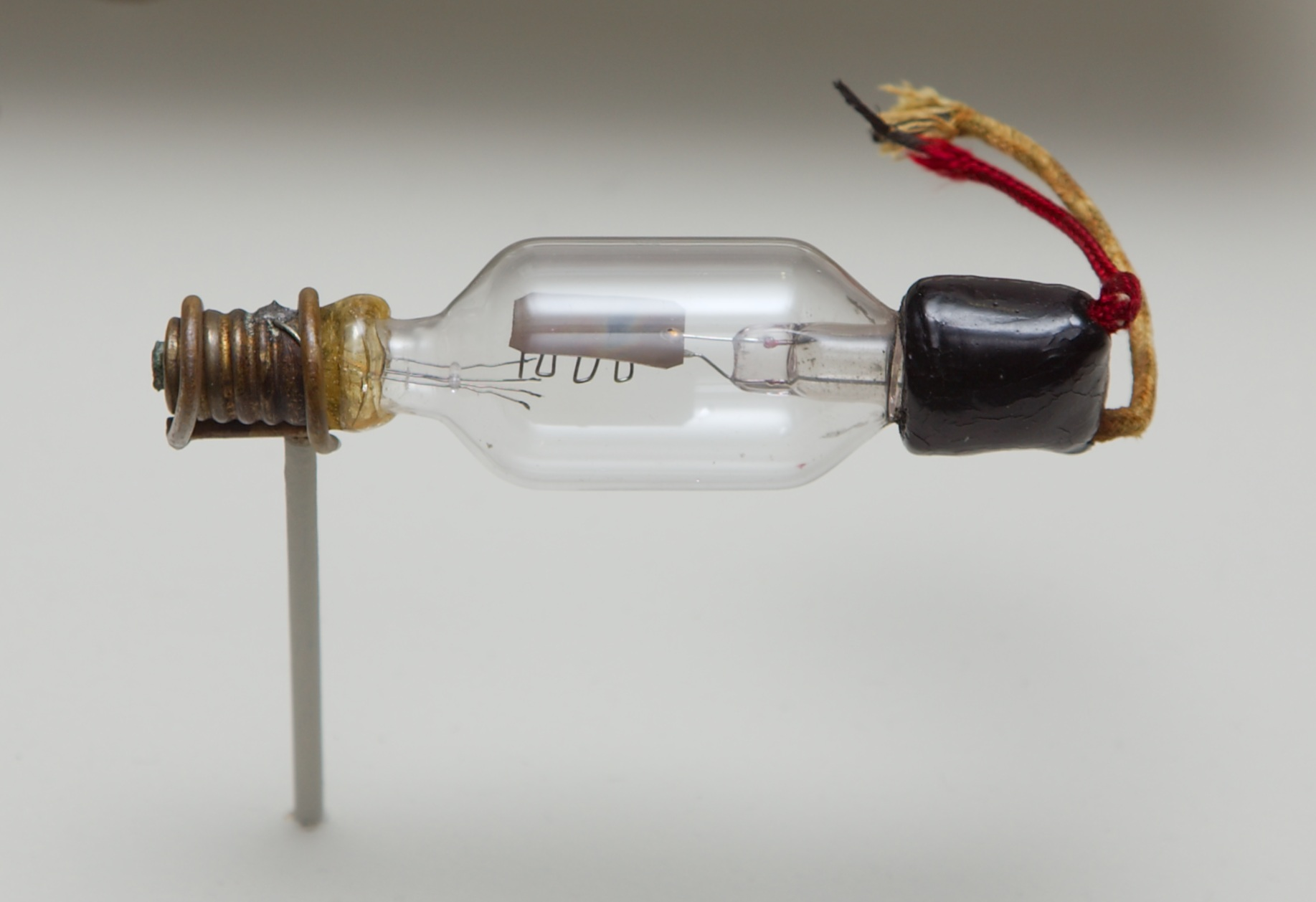
لامپ خلاء ترایود آدیون از سال ۱۹۰۸. رشته (که کاتد هم بود) در سمت چپ پایین داخل لوله بود، اما سوخته و دیگر وجود ندارد. سیم‌های اتصال و نگهدارنده فیلامنت قابل مشاهده است. صفحه در بالای وسط قرار دارد و شبکه الکترود مارپیچ زیر آن است. صفحه و اتصالات شبکه لامپ را در سمت راست ترک می‌کنند.

آدیون (به انگلیسی: Audion) یک لامپ خلاء آشکارساز یا تقویت‌کننده الکترونیکی بود که توسط مهندس برق آمریکایی لی دفارست به‌صورت یک دیود در سال ۱۹۰۶ اختراع شد. بهبودیافته، به عنوان اولین ترایود در سال ۱۹۰۸ ثبت اختراع شد، شامل یک لوله شیشه‌ای تخلیه‌شده حاوی سه الکترود: یک رشته گرم شده (کاتد، ساخته شده از تانتالیوم)، یک شبکه و یک صفحه (آند). در تاریخ فناوری اهمیت دارد زیرا اولین وسیله الکترونیکی پرکاربردی بود که می‌توانست تقویت کند. یک سیگنال توان کم در شبکه لامپ می‌تواند توان بسیار بیشتری را در مدار صفحه کنترل کند.
آدیون‌ها گاز باقی مانده بیشتری نسبت به لامپ‌های خلاء بعدی داشتند. گاز باقیمانده محدوده دینامیکی را محدود می‌کند و مشخصه‌های غیرخطی و عملکرد نامنظم را به آدیون می‌دهد. در ابتدا به عنوان آشکارساز گیرنده رادیویی با افزودن یک الکترود شبکه به لامپ فلمینگ توسعه یافت، تا زمانی که توانایی تقویت‌سازی آن در حدود سال ۱۹۱۲ توسط چندین محقق شناسایی شد، که از آن برای ساخت اولین گیرنده‌های رادیویی و نوسان‌سازهای الکترونیکی استفاده کردند، کاربرد چندانی نداشت. کاربردهای عملی فراوانی برای تقویت انگیزه توسعه سریع آن شد و آدیون اصلی ظرف چند سال با نسخه‌های بهبود یافته با خلاء بالاتر جایگزین شد.

### ثبت اختراع و اختلافات
دی فارست برای نسخه اولیه دیود دو الکترودی آدیون در ۱۳ نوامبر ۱۹۰۶ (U.S. Patent ۸۴۱۳۸۶)، و نسخه «تریود» (سه الکترود) در سال ۱۹۰۸ ثبت اختراع شد (U.S. Patent ۸۷۹٬۵۳۲). دفارست به ادعای خود ادامه داد که او آدیون را مستقل از تحقیقات قبلی جان آمبروز فلمینگ در مورد لامپ ترمیونیک (که فلمینگ برای آن حق اختراع بریتانیای کبیر ۲۴۸۵۰ و ثبت اختراع لامپ فلمینگ ثبت‌اختراع آمریکایی U.S. Patent ۸۰۳٬۶۸۴ دریافت کرد) توسعه داد و دفارست درگیر بسیاری از اختلافات مربوط به حق اختراع مرتبط با رادیو شد. دفارست به این دلیل معروف بود که می‌گفت «نمی‌دانست چرا کار می‌کند، فقط انجام می‌دهد».
در سال ۱۹۱۴، دانشجوی دانشگاه کلمبیا، ادوین هاوارد آرمسترانگ با پروفسور جان هارولد مورکرافت برای مستندسازی اصول الکتریکی آدیون کار کرد. آرمسترانگ در دسامبر ۱۹۱۴ توضیح خود را دربارهٔ آدیون در دنیای الکتریکی همراه با نمودارهای مدار و نمودارهای اسیلوسکوپ منتشر کرد. در مارس و آوریل ۱۹۱۵، آرمسترانگ به ترتیب با مؤسسه مهندسان رادیو در نیویورک و بوستون صحبت کرد و مقاله خود را با عنوان «برخی پیشرفت‌های اخیر در گیرنده آدیون» که در سپتامبر منتشر شد، ارائه کرد. ترکیبی از این دو مقاله در مجلات دیگری مانند سالنامه آکادمی علوم نیویورک تجدید چاپ شد. زمانی که آرمسترانگ و دفارست بعداً در اختلاف بر سر حق ثبت اختراع بازتولیدکننده با یکدیگر روبرو شدند، آرمسترانگ توانست به‌طور قطعی نشان دهد که دفارست هنوز هیچ ایده ای از نحوه کار آن نداشت.

## کاربردها و استفاده
دفارست تا اوایل دهه ۱۹۲۰ به تولید و عرضه آدیون‌ها به نیروی دریایی ایالات متحده برای تعمیر و نگهداری تجهیزات موجود ادامه داد، اما در جاهای دیگر آنها نیز تا آن زمان منسوخ شده بودند. این لامپ تریود بود که پخش‌همگانی رادیویی عملی را به واقعیت تبدیل کرد. قبل از معرفی آدیون، گیرنده‌های رادیویی از انواع آشکارسازها از جمله هم‌چسبیده، سنجاقی و آشکارسازهای کریستالی استفاده می‌کردند. آدیون پیشرفت قابل توجهی در این زمینه داشت، اما افزاره‌های اصلی نمی‌توانستند هیچ تقویت بعدی برای آنچه در فرایند آشکارسازی سیگنال تولید می‌شد، ارائه دهند. از لامپ‌های خلاء نیز می‌توان برای ساخت فرستنده‌های رادیویی برتر استفاده کرد. ترکیب فرستنده‌های بسیار کارآمدتر و گیرنده‌های بسیار حساس تر مخابرات رادیویی را در طول جنگ جهانی اول متحول کرد.
در اواخر دهه ۱۹۲۰، چنین «رادیوهای لامپی» شروع به تبدیل شدن به یکی از وسایل ثابت اکثر خانواده‌های جهان غرب کردند و تا مدت‌ها پس از معرفی رادیوهای ترانزیستوری در اواسط دهه ۱۹۵۰ به همین شکل باقی ماندند. در الکترونیک نوین، لامپ خلاء تا حد زیادی توسط افزاره‌های حالت جامد مانند ترانزیستور جایگزین شده است که در سال ۱۹۴۷ اختراع شد و در سال ۱۹۵۹ در مدارهای مجتمع پیاده‌سازی شد، اگرچه لامپ‌های خلاء تا به امروز در کاربردهایی مانند فرستنده‌های پرقدرت، تقویت‌کننده‌های گیتار و برخی از تجهیزات صوتی با کیفیت بالا باقی مانده‌اند.

## برای مطالعهٔ بیشتر

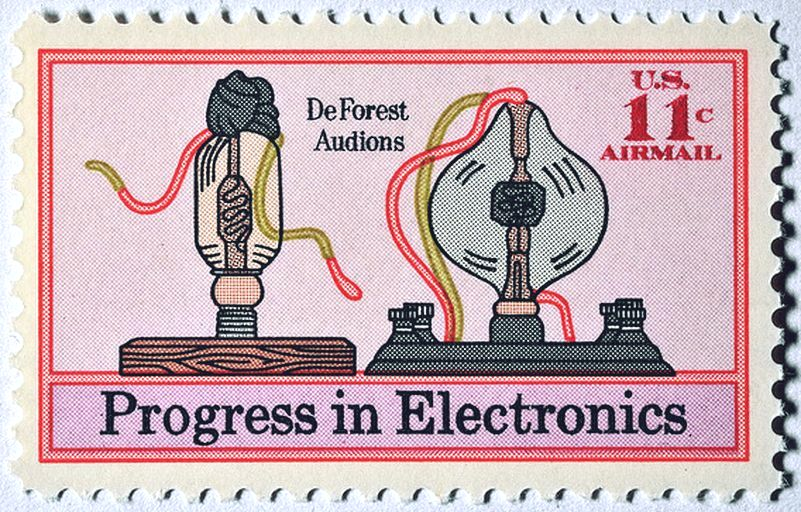
تمبر پستی ۱۹۷۳ به افتخار آدیونِ دفارست

- Radio Corp. v. Radio Engineering Laboratories, 293 U.S. 1 (United States Supreme Court 1934).
- Hong, Sungook (2001), Wireless: From Marconi's Black-box to the Audion, MIT Press, ISBN 978-0-262-08298-3
- Where Good Ideas Come From, Chapter V, Steven Johnson, Riverhead Books, (2011).